# 新斯特里利齊夫卡
49°19′36″N 39°54′51″E / 49.32667°N 39.91417°E
新斯特里利齊夫卡（烏克蘭語：Новострільцівка）是位於烏克蘭東部的村莊，由盧甘斯克州舊比利斯克區的米洛韋市鎮負責管轄。該村始建於1805年，面積8.2平方公里，海拔高度119米，2001年人口926，人口密度每平方公里112.9人。